# Wasserstraßen- und Schifffahrtsamt Elbe-Nordsee
Das Wasserstraßen- und Schifffahrtsamt Elbe-Nordsee (WSA Elbe-Nordsee) ist ein Wasserstraßen- und Schifffahrtsamt in Deutschland. Es gehört zum Dienstbereich der Generaldirektion Wasserstraßen und Schifffahrt.
Das Amt ist am 15. März 2021 aus der Zusammenlegung der bisherigen Wasserstraßen- und Schifffahrtsämter Hamburg, Cuxhaven und Tönning hervorgegangen und das fünfzehnte im Zuge der Ämterreform gebildete, neue Wasserstraßen- und Schifffahrtsamt. Diese drei ehemaligen Ämter bleiben als Standorte erhalten.

## Zuständigkeitsbereich
Die Zuständigkeit des WSA Elbe-Nordsee beginnt unterhalb der Landesgrenze von Hamburg bei Tinsdal und erstreckt sich über die Unterelbe und ihre Nebenflüsse bis hinaus auf die Nordsee. Die Außengrenze bildet die Ausschließliche Wirtschaftszone Deutschlands in der Nordsee und die seeseitige Grenze zu Dänemark. Als weiteres Flussgebiet gehört die Eider mit dem Nebenfluss Sorge zum Zuständigkeitsbereich.

## Aufgaben
Zu den Aufgaben des Wasserstraßen- und Schifffahrtsamtes gehören:
- Unterhaltung der Bundeswasserstraßen im Amtsbereich
- Betrieb und Unterhaltung baulicher Anlagen, z. B. Schleusen, Wehre und Brücken
- Aus- und Neubau
- Unterhaltung und Betrieb der Schifffahrtszeichen
- Erfassung und Auswertung von Wasserständen, Abflüssen und umweltrelevanten Daten
- Übernahme strom- und schifffahrtspolizeilicher Aufgaben.

## Dienstorte, Außenbezirke und Bauhöfe
Das Wasserstraßen- und Schifffahrtsamt Elbe-Nordsee hat Dienstorte in Hamburg, Cuxhaven und Tönning. Außenbezirke befinden sich in Wedel, Stade, Cuxhaven, Amrum, Glückstadt, Helgoland, und Tönning. Das Wasserstraßen- und Schifffahrtsamt Elbe unterhält zudem Bauhöfe in Wedel, Cuxhaven und Tönning.

## Verkehrszentralen
Das Wasserstraßen- und Schifffahrtsamt Elbe-Nordsee ist eingebunden in das Verkehrssicherungssystem Elbe und betreibt je eine Verkehrszentrale in Brunsbüttel und in Cuxhaven. Der Schiffsverkehr auf der Unterelbe und ihren Nebenflüssen zwischen der Elbmündung und der Hamburger Landesgrenze wird von den Verkehrszentralen rund um die Uhr überwacht und gelenkt. Wesentlicher Bestandteil der Verkehrssicherung ist eine lückenlose Radarüberwachung mit Stationen auf Neuwerk, in Cuxhaven, Belum, Brunsbüttel, St. Margarethen, Freiburg, auf der Rhinplate, auf dem Pagensand sowie in Hetlingen und in Wedel.